# 易振生
易振生（1935年2月—），江苏兴化人，中华人民共和国画家，中国美术家协会会员，国家一级美术师。

## 生平
1955年毕业于丹阳艺术师范，1958年毕业于安徽师范学院（现安徽师范大学）艺术科。自1961年以来一直从事美术创作，擅版画，主攻水彩、中国画。曾任芜湖市人大第八、九、十、十一届常委，政协芜湖市第九届常委，芜湖书画院副院长、艺术顾问，芜湖市美术家协会名誉主席。是享受国务院特殊津贴专家，曾获中国版画家协会“鲁迅版画奖”，并获中国版画家协会与安徽美术家协会联合授予“功劳杯奖”。作品多次入选全国美展，并被中国美术馆，中国革命博物馆等单位收藏。出版有《易振生版画集》、《易振生画集》。